# Eosiopsis orientalis
Eosiopsis orientalis är en tvåvingeart som först beskrevs av Ouchi 1942.  Eosiopsis orientalis ingår i släktet Eosiopsis och familjen Diopsidae. Inga underarter finns listade i Catalogue of Life.